# Phobetes liopleuris
Phobetes liopleuris är en stekelart som först beskrevs av Carl Gustaf Thomson 1889.  Phobetes liopleuris ingår i släktet Phobetes och familjen brokparasitsteklar. Inga underarter finns listade i Catalogue of Life.